# Naiara Davó
Naiara Isabel Davó Bernabeu (Alcoy, 7 de noviembre de 1987) es una política, politóloga y activista española, fue portavoz de Unidas Podemos en las Cortes Valencianas entre 2019 y 2023. En 2023, fue la candidata número tres al Congreso de los Diputados por Alicante en nominación de Sumar, no resultando elegida.
Estudió ciencias políticas en la Universidad de Valencia y posee un máster interuniversitario en cooperación al desarrollo, con especialidad en Planificación Integral del Desarrollo Comunitario por la misma universidad.

## Trayectoria política
Davó empezó su activismo en el movimiento estudiantil valenciano, donde formó parte de la lucha contra la privatización de la universidad pública. Después de la universidad, se adhirió a los movimientos propalestinos donde forjó su sensibilidad por la soberanía de los pueblos y su carácter de lucha contra las injusticias. A lo largo de su trayectoria, ha colaborado con numerosos movimientos propalestinos y prosaharuis, siendo miembro de las Brigadas Internacionales Unadikum.
Davó trabajó en Brasil con organizaciones no gubernamentales dedicadas al sector educativo no formal en las favelas, también colaboró con los movimientos de trabajadores rurales a través del Movimiento de los Sin Tierra, en bancos solidarios como la Banca Social Sao José y en atención social en la Comunidad Vida y Paz. 
El 15M fue su tercer gran momento de politización comenzando a formar parte del movimiento municipalista.

## Trayectoria institucional
En 2015, se presentó como candidata a las elecciones municipales de 2015 con Guanyar Alcoi, siendo elegida concejala en mayo de 2015. En 2019, lideró la candidatura de Podem Alcoy a las elecciones municipales, sacando un resultado de 8,31% del voto emitido, convirtiéndose en uno de los mejores resultados de Podemos en las elecciones municipales en la Comunidad Valenciana en esa cita electoral.
Tras cuatro años de experiencia municipal, dio el salto a la política autonómica convirtiéndose en la primera mujer síndica de Podem en la Comunidad Valenciana. Tras el nombramiento de Rubén Martínez Dalmau como Vicepresidente Segundo de la Generalidad Valenciana, Davó entró como diputada autonómica en las Cortes Valencianas siendo escogida como síndica el 26 de junio de 2019. Es la cuarta síndica de Podem en las Cortes Valencianas y la segunda de Unides Podem tras Antonio Montiel, Antonio Estañ y Rubén Martínez Dalmau.
En mayo de 2020 se presentó como candidata a la secretaría general de Podemos Comunidad Valenciana.

## Pensamiento político
Naiara Davó defiende las tesis de un nuevo valencianismo del siglo XXI que logre conectar la tradición republicana de la Comunidad Valenciana con un nuevo espíritu federal capaz de dar salida a las pulsiones constituyentes del 15M y la primavera valenciana. Es una de las voces que más ha defendido la presencia de Podemos en el llamado gobierno del Botánico y el papel determinante que debe desempeñar en el mismo.
Davó ha desarrollado su pensamiento político en numerosas publicaciones en medios de comunicación y en sus intervenciones parlamentarias. En este sentido, ha querido poner en valor el papel que puede desempeñar la Comunidad Valenciana como nuevo eje vertebrador de la realidad plurinacional de España, tras las tensiones independentistas de Cataluña y las tensiones recentralizadoras de la derecha española. La consolidación del gobierno del Botànic con la entrada de Unides Podem en junio de 2019 es, para la alcoiana, un hecho determinante en el sentido progresista y el cambio de la hegemonía conservadora en Valencia hacia una hegemonía de izquierdas y valencianista.
Durante la crisis de la COVID-19, Davó fue una de las primeras voces en defender un gran plan para la reconstrucción económica y social del territorio valenciano articulado en torno a lo que denominó las tres "R" de la reconstrucción: relocalizar la industria, recuperar sectores estratégicos y reforzar el autogobierno. Estos posicionamientos tuvieron una gran influencia para el acuerdo de reconstrucción valenciano que se firmó en agosto de 2020, incorporando numerosas medidas sociales como la recuperación de hospitales privatizados.
La originalidad en los planteamientos políticos, que combinan elementos del socialismo, el valencianismo, la tradición populista y el republicanismo han configurado la relevancia de la portavoz en el conjunto de los debates que se han producido en las Cortes Valencianas.